# 坂倉芳明
坂倉 芳明（さかくら よしあき、1921年（大正10年）10月29日 - 2014年（平成26年）5月13日）は、日本の実業家。西武百貨店、三越各社長、日本百貨店協会会長を歴任した。

## 人物・来歴
東京都出身。麻布中学校、慶應義塾普通部、慶應義塾大学経済学部予科を経て、1943年、慶應義塾大学経済学部を卒業。当時の岩瀬英一郎三越社長と父が旧知の仲であったため、父から強く三越入りを勧められ入社を決めた。入社後は堪能な英会話を活かし、GHQとの交渉にあたる岩瀬社長直属の通訳として活躍した。百貨店の心臓部とされる業務畑を一貫して歩み、一度も売り場に立ったことはなかった。常務時代には松田伊三雄社長の後継として岡田茂と並び称されるが、後継社長に岡田が就任すると真っ先に粛清の槍玉に挙がってしまう。
結局、1973年に三越を退社し、知己である堤清二からの再三の懇請により、1974年10月、西武百貨店に入社し副社長に就任。池袋店第9期、増築・改築を指揮し、旧リブロ池袋本店の前身となる大型の書籍売り場（西武ブックセンター）の開設等を手掛けた。1977年には社長に就任。店舗の活性化や徹底した社員教育を実施したほか、自身と同様に岡田から疎んじられた三越時代の部下を起用し、西武百貨店を一流レベルにまで引き上げ、在任中には池袋店が日本橋三越本店を抜き、売り上げ日本一を達成した。
しかし西武筑波店の出店など堤との意見の相違から、1984年に西武百貨店を退社。相前後して三越において、岡田が公私混同から社長を解任されたことから、その収拾を図る役割を期待され、常勤顧問として三越に復帰する。1986年に社長就任。1995年からは会長を務め、経営の混乱の収拾には一先ず成功し、三越新宿店新館をオープンさせるなど拡大戦略を取る。また、三越新宿店新館には三越美術館を併設した。バブル期に手がけたゴルフ場開発に失敗。446億円もの特別損失を計上し、1997年に会長を引責辞任。この結果、三越は98年度2月期決算で4年ぶりに赤字に転落した。
2014年5月13日に老衰で死去。92歳没。

## 著書
- 日本経済新聞社編 『私の履歴書 : 経済人 33』 日本経済新聞社、2004年。 ISBN 453216902X

### 共著・訳
- ティム・デール著、坂倉芳明訳 『ハロッズ : 伝統と栄光の百貨店』 リブロポート、1982年。
- 坂倉芳明、米谷浩編 『商品仕入の実務』 東洋経済新報社、1976年。
- 松田慎三、坂倉芳明著 『百貨店』 有斐閣、1960年。